# Aerzen
Aerzen är en kommun (köping) och ort i Landkreis Hameln-Pyrmont i förbundslandet Niedersachsen i Tyskland.  Aerzen har cirka 11 000 invånare.

## Ortsteile
Aerzen består, förutom kärnorten Aerzen, av tretton Ortsteile: Dehmke, Dehmkerbrock, Egge, Gellersen, Grießem, Groß Berkel, Grupenhagen, Herkendorf, Königsförde, Multhöpen, Reher, Reinerbeck och Selxen.